# District de Mironó
Le district de Mirono est l'une des divisions qui composent la comarque indigène de Ngäbe-Buglé, au Panama.

## Division politico-administrative
Le district comprend huit corregimientos :
- Hato Pilón
- Cascabel
- Hato Corotú
- Hato Culantro
- Hato Jobo
- Hato Julí
- Quebrada de Loro
- Salto Dupí

## Crédit d'auteurs
- (es) Cet article est partiellement ou en totalité issu de l’article de Wikipédia en espagnol intitulé « Distrito de Mirono » (voir la liste des auteurs).